# Wilhelm Klein (Maler)

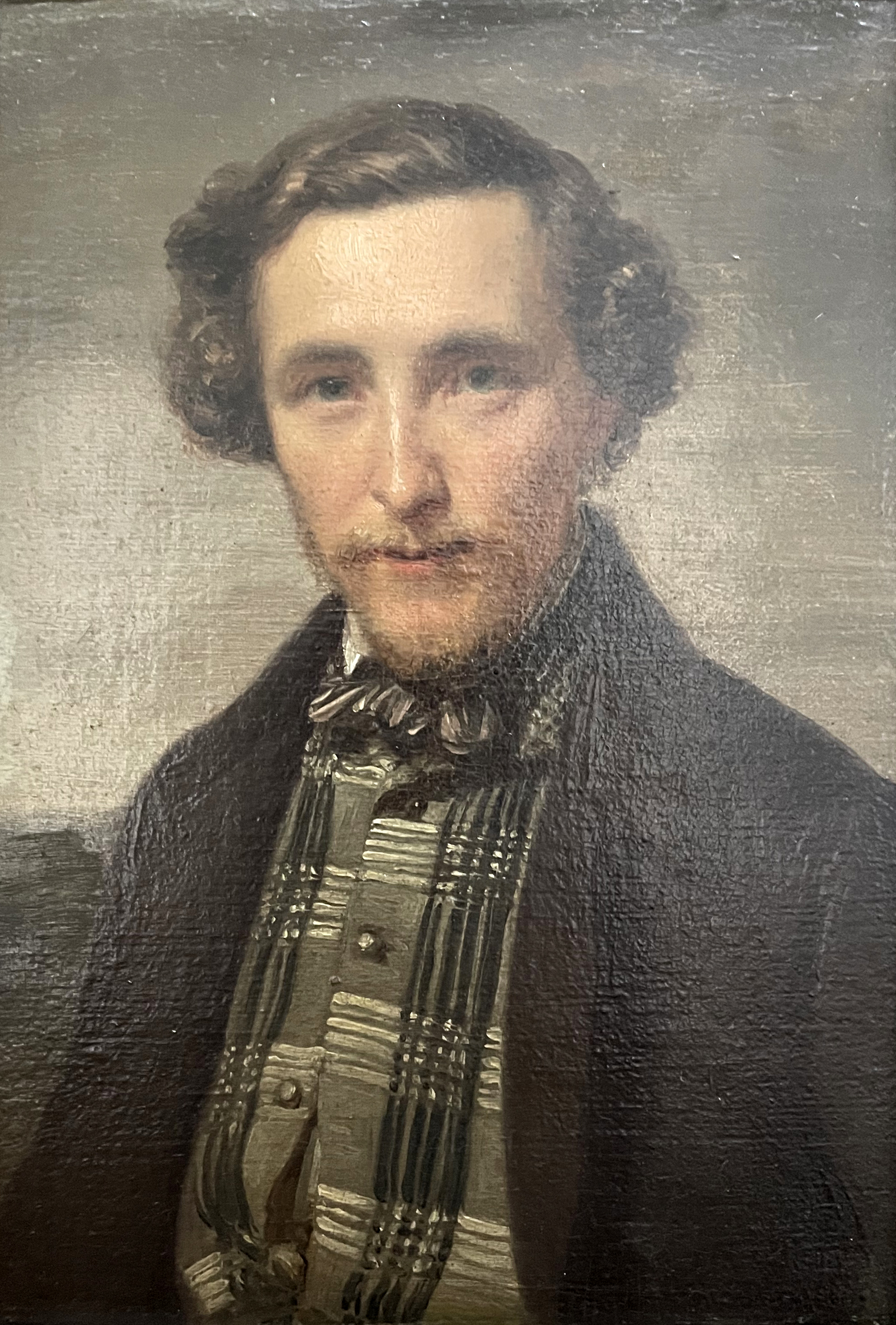
Wilhelm Klein, Gemälde von Friedrich Boser 1844

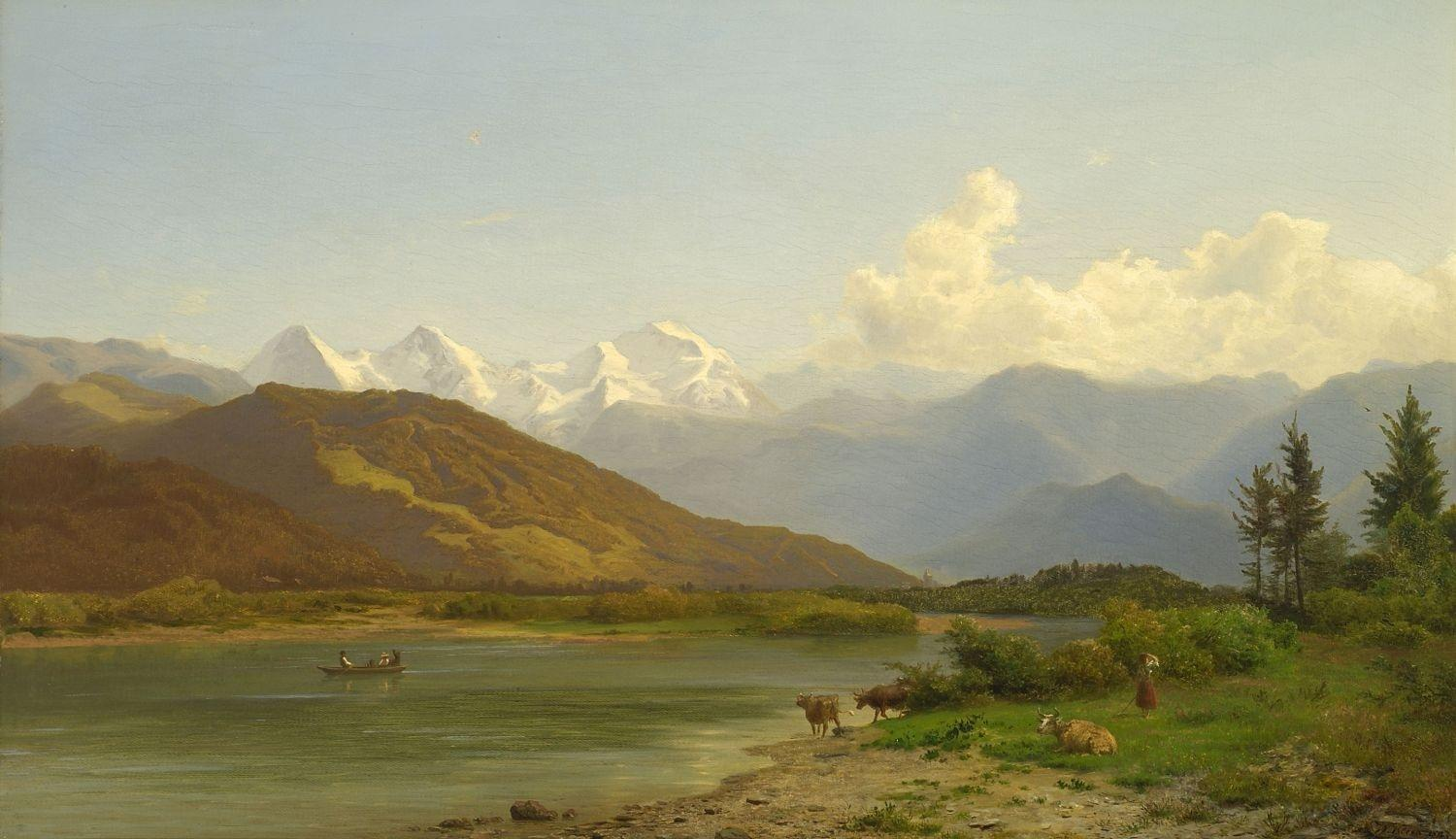
Hirtin mit Rindern am Ufer eines Gebirgssees

Wilhelm Klein (* 18. September 1821 in Düsseldorf; † 10. Juli 1897 in Remagen) war ein deutscher Landschaftsmaler der Düsseldorfer Schule.

## Leben
Klein studierte an der Königlich-Preußischen Kunstakademie Düsseldorf. Von 1835 bis 1843 war er dort Schüler des Landschaftsmalers Johann Wilhelm Schirmer. Danach unternahm er mehrere Studienreisen. Er besuchte verschiedene Gegenden Deutschlands, Tirols und Oberitaliens sowie die Schweiz, Belgien und Holland. Neben den Landschaften malte er Porträts in Volkstrachten der besuchten Länder.